# 恰特拉 (孟加拉国)
恰特拉（英語：Chatra）是孟加拉国中部巴里萨尔专区巴里萨尔县的村庄。